# Confrontos entre Portuguesa e Santos no futebol
O clássico Dois campeões conhecidos por terem dividido o titulo paulista de 1973 , Portuguesa vs Santos é um dos principais do estado de São Paulo, mas nos últimos anos, em virtude do rebaixamento da Portuguesa no Campeonato Brasileiro, esses confrontos ocorrem quase que exclusivamente no Campeonato Paulista. 
É quase unânime na grande imprensa o fato de a partida ser um clássico, inclusive os próprios clubes assim consideram, mas há quem questione isso apesar dos clubes já terem disputado duas finais e feito jogos épicos ao longo da história do futebol.
Até hoje os dois clubes se encontraram na final do Campeonato Paulista de 1973, quando tiveram o título compartilhado por erro de contagem na disputa por pênaltis e no Campeonato Paulista de 1980, quando o Santos foi campeão sobre a Lusa.
A Vila Belmiro é o principal palco deste confronto, com 106 partidas, seguida pelos estádios do Pacaembu, com 66, e pelo Canindé, com 37 jogos.

## Estatísticas
Até hoje, foram realizados 241 partidas. O Santos leva vantagem, com 47 vitórias a mais, até Santos 0–0 Portuguesa, em 17 de março de 2024, partida válida pela quartas de finais do Campeonato Paulista.
|               | Portuguesa | Santos |
| ------------- | ---------- | ------ |
| Vitórias      | 67         | 114    |
| Empates       | 60         | 60     |
| Partidas      | 241        | 241    |
| Gols marcados | 338        | 472    |
| Total de gols | 810        | 810    |

## Campeonato Brasileiro
Pelo Campeonato Brasileiro Série A até hoje foram 30 jogos, com 11 vitórias do Santos, 6 da Portuguesa e 13 empates, com 38 gols a favor do Santos e 38 a favor da Lusa.

## Maiores públicos
- Exceto onde constam informações dos públicos presentes e pagantes, os outros referem-se aos pagantes.

1. Portuguesa 0 a 0 Santos, 116.568, 26 de agosto de 1973, Estádio do Morumbi (116.156 pagantes).
2. Portuguesa 0 a 1 Santos, 57.133, 3 de agosto de 1980, Estádio do Morumbi (57.093 pagantes).
3. Portuguesa 1 a 2 Santos, 53.355, 7 de agosto de 1980, Estádio do Morumbi (53.337 pagantes).
4. Portuguesa 3 a 3 Santos, 52.558, 27 de fevereiro de 1977, Estádio do Pacaembu.

No Estádio da Vila BelmiroSantos 5 a 1 Portuguesa, 24.185, 9 de maio de 1978 (21.497 pagantes).
No Estádio do CanindéPortuguesa 0 a 0 Santos, 20.305, 8 de novembro de 2001.